# Patołęka
Patołęka – przysiółek, część wsi Wygoda, położony w Polsce, w województwie mazowieckim, w powiecie przasnyskim, w gminie Przasnysz.
Patołeka wchodzi w skład sołectwa Osówiec Kmiecy.
Wioska położona koło terenów leśnych nad rzeką Morawką. W 1781 roku we wsi znajdował się młyn o tej samej nazwie należący do dóbr Mchówko. W 1830 roku jako Osada Patołęka, a przy mostku była Karczma-Wygoda. W 1886 roku Patołęka-Wygoda była folwarkiem z młynem wodnym mając 5 domów i 84 mieszkańców.
W czasie I wojny światowej dnia 12 czerwca 1915 roku miała tu miejsce ciężka potyczka między oddziałami niemieckimi a rosyjskimi nad rozlewiskiem rzeczki Morawki, w wyniku której wioska została częściowo zniszczona. 13 lipca 1915 roku na skutek bitwy przasnyskiej, ponownie doszło do starcia między oddziałami niemieckimi a rosyjskimi. W tym czasie wieś została doszczętnie zniszczona.
Od II wojny światowej wchodziła w skład wsi Wygoda. W 1985 roku powrót do starej nazwy. Obecnie 3 zagrody. Przez wieś przebiega ścieżka rowerowa Przasnysz-Skierkowizna.
W latach 1975–1998 miejscowość należała administracyjnie do województwa ostrołęckiego.
Wierni Kościoła rzymskokatolickiego należą do parafii św. Wojciecha w Przasnyszu.